# Список шахових міні-турнірів
В цій статті представлені деякі знамениті невеликі шахові турніри в історії.

## Вступ
Список містить лише турніри з трьома або чотирма гравцями (трикутник або чотирикутник).
Перший міжнародний турнір з чотирма гравцями (два іспанці й два італійці) відбувся на запрошення короля Філіпа II Розсудливого в королівському суді Іспанії в Мадриді Мадриді 1575 року.

## Турніри

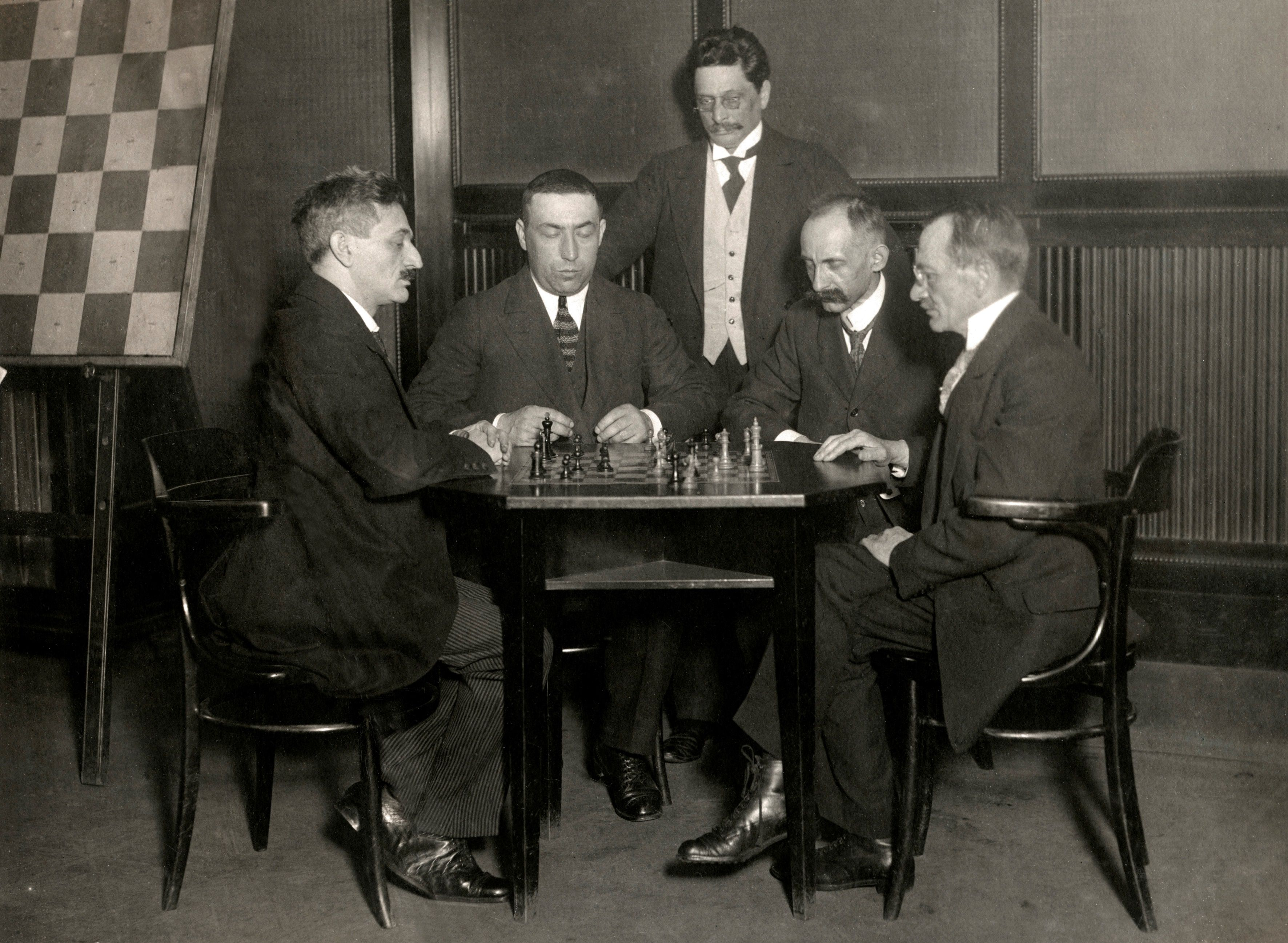
Großmeister-Turnier проходив у палаці Керкау, Берлін, від 28 до 11 жовтня 1918 року.

- 1575 Мадрид 1. Джованні Леонардо да Кутро, 2. Паоло Бої, 3. Руй Лопес де Сеґура, 4. Альфонсо Серон
- 1821 Сент Клауд (трикутник) 1. Луї Шарль де Лабурдонне, 2. Олександр Дешапель, 3. Джон Кохран
- 1855 Лондон (трикутник) 1. Ернст Фалькбеєр, 2. Адольф Житогорський, 3. Браєн
- 1865 Елберфельд 1. Ґустав Нойман 2. Віктор Кнорре 3. Hoeing 4. Pinedo
- 1867 Кельн 1-2. Вільфред Паульсен, Conrad Vitzthum von Eckstaedt, 3-4. Ehrmann, Еміль Шаллопп
- 1871 Крефельд (Triangular) 1. Луї Паульсен, 2. Адольф Андерсен, 3. Йоганнес Мінквіц
- 1871 Вісбаден 1. Карл Ґерінґ, 2. Адольф Стерн, 3. Йоганнес Мінквіц, 4. Германн фон Геннекен
- 1876 Дюссельдорф 1. Вільфред Паульсен, 2-3. Ернст Флешзіг, Костянтин Шведе, 4. Asbeck
- 1879 Лондон 1. Генрі Берд 2-3. Джозеф Генрі Блекберн, Джеймс Мезон, 4. Джордж Алькок Макдоннелл
- 1883 Берлін 1. Герман фон Готшаль, 2. Еміль Шаллопп, 3. Макс Гармоніст, 4. Бертольд Ласкер
- 1889 Берлін 1. Еміль Шаллопп, 2. Теодор фон Шеве, 3. Горатіо Каро, 4. Hülsen
- 1892 Белфаст 1-2. Джозеф Генрі Блекберн, Джеймс Мезон, 3. Генрі Берд, 4. Френсіс Джозеф Лі
- 1894 Баффало 1. Джексон Шовальтер, 2. Гаррі Нельсон Пільсбері, 3. Адольф Альбін, 4. Farnsworth
- 1895 Skaneateles 1. Юджин Делмар, 2. Річардсон, 3. Альберт Годжес, 4. Luce
- 1895 Гастінгс 1. Ґеза Мароці 2-3. Генрі Ернест Аткінс, Рудольф Ломан, 4. Вільгельм Кон
- 1895/96 St. Petersburg 1. Емануїл Ласкер, 2. Вільгельм Стейніц, 3. Гаррі Нельсон Пільсбері, 4. Михайло Чигорін
- 1896 Відень 1. Бертольд Енгліш, 2. Карл Шлехтер, 3. Георг Марко, 4. Макс Вайсс
- 1897 Нью-Йорк (Triangular) 1-2. Вільгельм Стейніц, Самуель Ліпшютц, 3. Вільям Еварт Нейпір
- 1897 Альтона 1. Йоганнес Метгер, 2. Гюго Зюхтинг, 3-4. Мартін Біер, Джуліус Дімер
- 1898 Будапешт 1. Рудольф Харузек, 2. Ґеза Мароці, 3. Дьожьо Екснер, 4. Arthur Havasi
- 1898 Elmshorn 1-4. Гюго Зюхтинг, Мартін Біер, Джуліус Дімер, Арвед Гайнріхсен
- 1899 Будапешт (Трикутник) 1. Ґеза Мароці, 2. Дьожьо Екснер, 3. Міклош Броді
- 1900 Мюнхен 1-2. Карл Ґерінґ, Абрахам Спейєр, 3-4. Юліус Дімер, Дірк Блейкманс
- 1900 Кіль 1-2. Гюго Зюхтинг, Оскар Антце 3. Йоганнес Метгер, 4. Hermes
- 1901 Кіль 1-2. Гюго Зюхтинг, Йоганнес Метгер, 3. Oeltjen, 4. Джуліус Дімер
- 1901 Париж 1-2. Станіслаус Сіттенфельд, Адольф Альбін, 3. Жан Таубенгауз, 4. Моріс Бійкар
- 1901 Craigside 1. Амос Берн, 2. Генрі Ернест Аткінс, 3. Gunston, 4. Bellingham
- 1902 Париж 1. Давид Яновський, 2. Жан Таубенгауз, 3. Теодор фон Шеве, 4. Адольф Альбін
- 1902 Карлсбад (Трикутник) 1. Віктор Тіц, 2. Давид Яновський, Моріц Поргес
- 1902 Відень 1. Leopold Löwy, Jr, 2. Августін Нойманн, 3. Юліус Перліс, 4. Зігфрід Реджинальд Вольф
- 1902 Берлін 1. Йосип Бернштейн, 2-3. Еріх Кон, Oskar Piotrowski, 4. Iosif Januschpolski
- 1903 Гамбург 1. Гюго Зюхтинг, 2. Карл Карлс, 3. Йоганнес Метгер, 4. Джуліус Дімер
- 1904 Мюнхен 1. Рудольф Шпільман, 2. Фрідріх Кенлейн, 3. Моїссей Ельяшофф, 4. Kürschner
- 1904 Lemberg 1. Emil Gross, 2. Karol Irzykowski, 3. Ігнаци фон Попель, 4. Казімір де Вейдліх
- 1904 Sylvan Beach 1. Френк Маршалл, 2. Howard, 3. Roething, 4. Guckemus
- 1905 Гамбург 1. Рудольф Шпільман, 2. Джуліус Дімер, 3. Oeltjen, 4. Оскар Антце
- 1905 Ostend 1. Георг Марко, 2-3. Френк Маршалл, Пауль Саладін Леонгардт, 4. Ріхард Тайхманн
- 1905 Лодзь (Трикутник) 1-2. Акіба Рубінштейн, Герш Сальве, 3. Федір Дуз-Хотимирський
- 1906 Трентон Фоллз 1. Емануїл Ласкер, 2. Curt, 3. Альберт Фокс, 4. Raubitschek
- 1906 Лодзь  1. Акіба Рубінштейн, 2. Михайло Чигорін, 3. Александер Фламберг, 4. Герш Сальве
- 1906 Санкт-Петербург 1. Семен Алапін, 2. Михайло Чигорін, 3. Євтіф'єв, 4. Євген Зноско-Боровський
- 1906 Бремен 1-2. Вільгельм Гільзе, Соеге, 3. Юліус Дімер, 4. Оскар Антце
- 1907 Ганновер 1. Карл Карльс, 2-3. Гюго Зюхтинг, Альберт Едельгейм, 4. Вільгельм Гільзе
- 1907 Варшава 1. Олександр Фламберг, 2. Саломон Ланглебен, 3. Люсіан Ейнбільд, 4. Ян Клещинський (молодший)
- 1908 Лодзь (Трикутник) 1. Акіба Рубінштейн, 2. Френк Маршалл, 3. Герш Сальве
- 1908 Варшава 1. Семен Алапін, 2. Герш Сальве, 3. Олександр Фламберг, 4. Саломон Ланглебен
- 1908 Санкт-Петербург 1. Сергій Лебедєв, 2. Сергій Фрейман, 3. Олександр Романовський, 4. Григорій Гельбах
- 1908 'Трентон-Фоллс'  1. Кларенс Гауелл, 2. Леон Розен, 3. Шарп, 4. Юджин Делмар
- 1909 Гетеборг 1. Мілан Відмар, Пауль Саладін Леонгардт, 3. Олдржих Дурас, 4. Шоберг
- 1909 Мюнхен 1. Ріхард Тайхманн, 2. Семен Алапін, 3. Рудольф Шпільман, 4. Давид Пшепюрка
- 1909 Мюнхен 1. Ганс Фарні, 2. Ксавери Тартаковер, 3-4. Симон Алапін, Рудольф Шпільман
- 1911 Мюнхен 1. Симон Алапін, 2. Рудольф Шпільман, 3. Соломон Розенталь, 4. Ганс Фарні
- 1911 Мюнхен 1. Семен Алапін, 2. Герш Ротлеві, 3. Рудольф Шпільман, 4. Ганс Фарні
- 1911 Бармбек 1. Вільгельм Гільзе, 2-3. Гюго Зухтінг, Юліус Дімер, 4. Карл Карльс
- 1911 Кітцинген (Трикутник) 1. Андреас Дум, 2. Хрдіна, 3. Фрідріх Кенлейн
- 1911 Амстердам 1-2. Френк Маршалл, Арнольд ван Фореест, 3. Адольф Георг Олланд, 4. Йоганнес Ессер
- 1913 Нью-Йорк 1. Френк Маршалл 2. Олдржих Дурас, 3. Оскар Хаєс, 4. Чарльз Яффе
- 1913 Варшава (Трикутник) 1. Олександр Фламберг, 2. Олдржих Дурас, 3. Мойша Ловцький
- 1913 Лодзь 1. Герш Сальве, 2. Розенбаум, 3. Готтесдінер, 4. Моше Гіршбейн
- 1913 Санкт-Петербург 1-2. Олександр Алехін, Левенфіш, 3-4. Олдржих Дурас, Євген Зноско-Боровський
- 1914 Київ 1. Олександр Евенсон, 2. Юхим Боголюбов, 3. Федір Богатирчук, 4. Микола Греков
- 1914 Париж 1-2. Френк Маршалл, Олександр Алехін, 3. Андре Мюффан, 4. Б. Галлеґуа
- 1914 Берлін 1-2. Рудольф Шпільман, Еріх Кон, 3. Ріхард Тайхманн, 4. Жак Мізес
- 1914 Відень 1. Зігфрід Реджинальд Вольф, 2. Ернст Грюнфельд, 3. Зауер, 4. Вілман
- 1915 Відень 1. Юзеф Домінік, 2-3. Йозеф Крейчик, Калікст Моравський, 4. Ріхард Реті
- 1915 Атлантик-Сіті (Трикутник) 1. Френк Маршалл, 2. Шарп, 3. Мурман
- 1915/16 Тріберг (Трикутник) 1. Юхим Боголюбов, 2. Ілля Рабінович, 3. Олексій Селезньов
- 1916 Тампа 1. Мурман, 2-3. Джексон Віпс Шовальтер, Траубе, 4. Ернандес
- 1916 Будапешт 1. Дьюла Бреєр, 2. Золтан фон Балла, 3. Ріхард Реті, 4. Йоганнес Ессер
- 1916/17 Відень (Трикутник) 1. Карл Шлехтер, 2. Мілан Відмар, 3. Артур Кауфманн
- 1916/17 Лодзь 1. Герш Сальве, 2. Теодор Регедзинський, 3. Семюел Фактор, 4. Моше Hirschbein
- 1917 Тріберг 1-2. Ілля Рабінович, Олексій Селезньов, 3. Юхим Боголюбов, 4. Самуїл Вайнштейн
- 1917 Гавана (Трикутник) 1. Кларенс Гауелл, 2. Хуан-Корсо, 3. Бланко
- 1917 Лондон (Трикутник) 1. Джордж Едвард Вейнрайт, 2. Філіп Серджент, 3. Макдональд
- 1917/18 Відень 1. Мілан Відмар, 2. Ксавери Тартаковер, 3. Карл Шлехтер, 4. Лайош Асталош
- 1918 Берлін 1. Мілан Відмар, 2. Карл Шлехтер, 3. Жак Мізес, 4. Акіба Рубінштейн
- 1918 Берлін 1. Емануель Ласкер, 2. Акіба Рубінштейн, 3. Карл Шлехтер, 4. Зіґберт Тарраш
- 1918 Москва (Трикутник) 1. Олександр Алехін, 2. Володимир Ненароков, 3. Абрам Рабінович
- 1918 Амстердам 1. Макс Маршан, 2-3. ван Гелдер, Арнольд ван Фореест, 4. Абрагам Спейєр
- 1918 Хертогенбос 1-2. Ян Віллем те Кольсте, Джерард Оскам, 3. Макс Маршан, 4. Норден
- 1919 Стокгольм 1. Рудольф Шпільман, 2. Акіба Рубінштейн, 3. Юхим Боголюбов, 4. Ріхард Реті
- 1919 Берлін 1. Юхим Боголюбов, 2. Олексій Селезньов, 3-4. Рудольф Шпільман, Ріхард Реті
- 1919 Берлін 1. Олексій Селезньов, 2. Юхим Боголюбов, 3. Фрідріх Земіш, 4. Курт фон Барделебен
- 1919 Берлін (Трикутник) 1. Вальтер Джон, 2. Ерхардт Пост, 3. Бернхард Грегорі
- 1919 Трой 1. Авраам Купчик, 2. Чарльз Яффе, 3. Оскар Хаєс, 4. Якоб Бернстайн
- 1919/20 Гастінгс 1. Фредерік Єйтс, 2. Скотт, 3. Генрі Ернест Аткінс, 4. Річард Гріффіт
- 1920 Дженова 1. Стефано Росселлі, 2. Давіде Маротті, 3. Дольчі, 4. Бернхаймер
- 1920 Утрехт 1. Геза Мароці, 2. Ксавери Тартаковер, 3. Адольф Олланд, 4. Джерард Оскам
- 1920 Амстердам 1. Макс Ейве, 2. те Кольсте, 3. ван Хорн, 4. Макс Маршан
- 1920 Роттердам 1. Акіба Рубінштейн, 2-3. Семюел Фактор, Авраам Спейєр, 4. ван Гелдер
- 1920 Лодзь 1. Моше Гіршбейн, 2. Розенбаум, 3. Готтесдінер, 4. Якуб Кольський
- 1920 Відень 1. Ксавери Тартаковер, 2. Ернст Грюнфельд, 3. Геза Мароці, 4. Бенджамін Блюменфельд
- 1921 Кіль 1. Юхим Боголюбов, 2-3. Альфред Брінкман, Фрідріх Земіш, 4. Ріхард Реті
- 1921 Гамбург 1. Генріх Вагнер, 2. Пауль Крюгер, 3. Вільгельм Шонман, 4. Юліус Дімер
- 1921 Нью-Йорк 1-2. Френк Маршалл, Форсберг, 3. Чарльз Яффе, 4 Альберт Годжес
- 1921 Утрехт 1. Адольф Олланд, 2. Віллем Шельфаут, 3. Віктор Кан, 4. Піккардт
- 1921 Тріберг 1. Акіба Рубінштейн, 2-3. Юхим Боголюбов, Рудольф Шпільман, 4. Олексій Селезньов
- 1921 Баден-Баден 1. Дітріх Дум, 2. Вессінгер, 3. Сарторі, 4. Андреас Дум
- 1922 Мангейм (Трикутник) 1. Зігберт Тарраш, 2. Пауль Саладін Леонгардт, 3. Жак Мізес
- 1922 Париж (Трикутник) 1. Андре Мюффан, 2. Фредерік Лазар, 3. Амедей Жібо
- 1922 Схевенінген 1-2. Макс Ейве, Джордж Сальто Фонтейн, 3-4. Рудольф Ломан, Олександр Рюб
- 1924 Берлін 1. Пауль Йонер, 2. Акіба Рубінштейн, 3. Ріхард Тайхманн, 4. Жак Мізес
- 1925 Амстердам 1. Жак Давідсон, 2. Макс Ейве, 3-4. Фрідріх Земіш, Анрі Венінк
- 1925 Берн 1. Олександр Алехін, 2. Арнольд Аурбах, 3. Оскар Негелі, 4. Вальтер Мішель
- 1925 Лондон (Трикутник) 1. Акіба Рубінштейн, 2-3. Джордж Алан Томас, Фредерік Єйтс
- 1925 Бромлі: 1. Германіс Матісонс, 2. Карел Скалічка, 3. Карел Громадка, 4. Фріціс Апшенієкс
- 1925 Вісбаден 1. Макс Ейве, 2. Рудольф Шпільман, 3. Георг Шорієс, 4. Фрідріх Земіш
- 1925 Колін 1. Ріхард Реті, 2-3. Карел Опоченський, Макс Вальтер, 4. Форманек
- 1925 Дьйор 1-2. Ференц Халупецький, Дьйозо Екснер, 3. Хорват, 4. Гальгоші
- 1925 Бухарест 1. Алехандру Тіролер, 2. Зигмунд Герланд, 3. Йосип Мендельсон, 4. Стефан Ердельї
- 1925 Ленінград 1. Соломон Готгільф, 2-3. Карлос Торре, Яків Рохлін, 4. Абрам Модель
- 1926 Амстердам 1. Едґар Колле, 2. Ксавери Тартаковер, 3. Макс Ейве, 4. Паннекок
- 1927 Утрехт 1. Макс Ейве, 2. Жак Девідсон, 3. Адольф Олланд, 4. Арнольд ван Фореест
- 1927 Варшава 1. Станіслав Кон, 2-3. Казімеж Макарчик, Ксавери Тартаковер, 4. Акіба Рубінштейн
- 1928 Гамбург 1. Генрих Вагнер, 2. Герберт Гайніке, 3. Вільгельм Шонман, 4. Rodatz
- 1928 Стокгольм 1. Ріхард Реті, 2-3. Ерік Лундін, Йоста Штольц, 4. Гедеон Штальберг
- 1929 Лондон 1. Фредерік Єйтс, 2. Вільям Вінтер, 3-4. Мір Султан Хан, Адріан Гарсія Конде
- 1929 Маастрихт 1. Марсель Енгельманн 2. Віктор Султанбеєв 3. Сало Ландау 4. Куртенс
- 1929 Гент 1. Едгард Колле, 2. Жорж Колтановський, 3. Марсель Енгельманн, 4. Варлін
- 1929 Одеса (Трикутник) 1. Борис Верлінський, 2. Сергій Фрейман, 3. Ілля Кан
- 1930 Роттердам 1. Ксавери Тартаковер, 2-3. Даніель Нотебоом, Шандор Такач, 4. Сало Ландау
- 1930 Берлін 1-2. Людвіг Рельштаб, Фрідріх Земіш, 3. Карл Ауес, 4. Курт Ріхтер
- 1930 Берлін 1. Айзек Кешден, 2. Карл Хеллінг, 3. Герман Штайнер, 4. Фрідріх Земіш
- 1930 Бухарест 1. Таубман, 2. Абрагам Барац, 3. Йосип Мендельсон, 4. Вехслер
- 1930 Ле Понт 1. Ганс Йонер, 2. Йосип Бернштейн, 3. Оскар Негелі, 4. Вальтер Мішель
- 1930 Льєж 1. Віктор Султанбеєв, 2. Ісаяс Плесі, 3. Любарський, 4. Мендлевич
- 1931 Амстердам 1-2. Макс Ейве, Сало Ландау, 3. Даніель Нотебоом, 4. Зельман
- 1931 Роттердам 1. Сало Ландау, 2. Едґар Колле, 3. Ксавери Тартаковер, 4. Акіба Рубінштейн
- 1932 Берн 1-3. Олександр Алехін, Оскар Негелі, Ервін Воеллмі, 4. Фріц Гіглі
- 1933 Берн 1. Оскар Негелі, 2. Сало Флор, 3-4. Фріц Гіглі, Ганс Йонер
- 1933 Бремен 1-2. Карл Карлс, Карл Ауес, 3. Генріх Вагнер, 4. Оскар Антце
- 1933 Варшава 1. Мігель Найдорф, 2. Пауліно Фрідман, 3. Леон Кремер, 4. Казімєж Макарчик
- 1933 Москва 1. Федір Богатирчук, 2. Борис Верлінський, 3. Микола Рюмін, 4. Петро Романовський
- 1934 Роттердам 1. Олександр Алехін, 2. Сало Ландау, 3. Муерінг, 4.  Гаммінг
- 1935 Лодзь 1. Ісаак Аппель, 2. Ахіллес Фрідман, 3-4. Якуб Кольський, Едвард Герстенфельд
- 1935 Лодзь 1. Якуб Кольський, 2-3. Ісаак Аппель, Теодор Регедзинський, 4. Ахіллес Фрідман
- 1935 Лодзь 1. Ксавери Тартаковер, 2. Ісаак Аппель, 3. Теодор Регедзинський, 4. Якуб Кольський
- 1935 Гетеборг 1. Йоста Даніельсон, 2. Ернст Ларссон, 3. Аллан Нільссон, 4. Джон Б. Ліндберг
- 1936 Амстердам 1-2. Олександр Алехін, Сало Ландау, 3-4. Йонгедійк, Комен
- 1936 Брюссель 1-2. Жак Мізес, Єрохов, 3. Альберик О'келлі, 4. Юнг
- 1937 Бад Наугейм, Штутгарт, Гарміш 1. Макс Ейве, 2-3. Юхим Боголюбов, Олександр Алехін, 4. Фрідріх Земіш
- 1937 Ніцца 1. Олександр Алехін, 2. Барбато Рометті, 3. Віктор Кан, 4. Браян Рейллі
- 1937 Бремен 1. Юхим Боголюбов, 2-3. Фрідріх Земіш, Генріх Рейнхардт, 4. Карл Карлс
- 1937 Брюссель 1. Альберик О'Келлі, 2. Мовзас Фейгінс, 3. Пауль Дево, 4. Еміль Дімер
- 1937 Рига 1. Пауль Ліст, 2. Мовзас Фейгінс, 3. Фріціс Апшенієкс, 4. Теодорс Бергс
- 1937 Рига (Трикутник) 1. Владімірс Петровс, 2. Фріціс Апшенієкс, 3. Мовзас Фейгінс
- 1937 Відень 1. Пауль Керес, 2. Вольфганг Вайль, 3. Альберт Беккер, 4. Девід Погорцер
- 1937 Варшава 1-4. Гедеон Штальберг, Антоні Войцеховський, Лайош Штейнер, Мечислав Найдорф
- 1937 Сопот 1. Людвіг Рельштаб, 2. Гедеон Штальберг, 3. Лайош Штейнер, 4. Герберт Людвіґсгаузен
- 1938 Бергедорф 1. Генріх Рейнхардт, 2-3. Юхим Боголюбов, Фрідріх Земіш, 4. Герберт Гайніке
- 1938 Бевервейк 1. Філіп Баккер, 2. ван Дейк, 3. Зунт'єс, 4. ван ден Бронк
- 1938 Москва 1-2. Ілля Кан, В'ячеслав Рагозін, 3-4. Володимир Алаторцев, Микола Рюмін
- 1939 Баарн (I) 1. Сало Флор, 2. Хайє Крамер, 3. Ласло Сабо, 4. ван Епен
- 1939 Баарн (II) 1. Макс Ейве, 2. Джордж Сальто Фонтейн, 3. Сало Ландау, 4. Спан'ярд
- 1939 Бевервейк 1. Ніколас Кортлевер, 2. ван Стеніс, 3. Баккер, 4. ван Дейк
- 1939 Копенгаген (Трикутник) 1. Хольгер Норман-Хансен, 2. Крістіан Поульсен, 3. Йенс Еневольдсен
- 1939 Буенос-Айрес (Трикутник) 1. Карлос Мадерна, 2. Луїс П'яцціні, 3. Хосе Гершман
- 1940 Буенос-Айрес (Трикутник) 1. Карлос Гімар, 2. Арістід Громер, 3. Францішек Сулік
- 1940 Рандерс 1-2. Йенс Еневольдсен, Крістіан Поульсен, 3-4. Бйорн Нільсен, Соренсен
- 1940 Баарн 1. Сало Ландау, 2-3. Макс Ейве, Ганс Кмох, 4. Хайє Крамер
- 1940 Бевервейк 1. Макс Ейве, 2. Хендрік Ян ван Стеніс, 3. Ніколас Кортлевер, 4. Артур Війнанс
- 1940 Делфт 1. Ганс Кмох, 2. Макс Ейве, 3. Йоганнес ван ден Бош, 4. Сало Ландау
- 1941 Бевервейк 1. Артур Війнанс, 2. Ніколас Кортлевер, 3. Макс Ейве, 4. Карел Саммеліус
- 1942 Ріо-де-Жанейро 1. Дуарте, 2. Жоао де Соуза Мендес, 3. Бурламак, 4. Мозес
- 1943 Ріо-де-Жанейро 1. Еріх Елісказес, 2. Освальдо Крус Фільйо, 3. Вальтер Крус, 4. Жоао де Соуза Мендес
- 1951 Буенос-Айрес (Трикутник) 1. Карлос Мадерна, 2. Хакобо Болбочан, 3. Генріх Рейнхардт
- 1952 Софія (Трикутник) 1. Олександр Цвєтков, 2. Мілко Бобоцов, 3. Ніколай Мінев
- 1954 Вільнюс 1. Владас Мікенас, 2. Ратмір Холмов, 3-4. Ісакас Вістанецкіс, В'ячеслав Рагозін
- 1956 Ленінград (Трикутник) 1. Марк Тайманов, 2. Юрій Авербах, 3. Борис Спаський
- 1957 Софія (Трикутник) 1. Олег Нейкірх, 2. Олександр Матановіч, 3. Богдан Слива
- 1960 Мадрид 1. Светозар Глігорич, 2-3. Лайош Портіш, Артуро Помар, 4. Ян Хейн Доннер
- 1960 Буенос-Айрес (Трикутник) 1. Самуель Швебер, 2. Генріх Рейнхардт, 3. Еріх Елісказес
- 1961 Сан-Паулу (Трикутник) 1. Еудженіо Герман, 2. Родріго Флорес, 3. Бернардо Векслер
- 1962 Стокгольм (Трикутник) 1. Леонід Штейн, 2. Пал Бенко, 3. Світозар Глігоріча
- 1963 Ленінград (Трикутник) 1. Леонід Штейн, 2. Борис Спаський, 3. Ратмір Холмов
- 1964 Ріо-де-Жанейро (Трикутник) 1. Оскар Кіньйонес, 2. Самуель Швебер, 3. Мауро де Атхайде
- 1967 Буенос-Айрес 1. Енріке Мекінг, 2. Хуліо Болбочан, 3. Оскар Панно, 4. Альберто Фогельман
- 1973 Чикаго (Трикутник) 1. Роберт Бірн, 2. Самуель Решевський, 3. Любомир Кавалек
- 1974 Буенос-Айрес (Трикутник) 1. Хорхе Сметан, 2. Хорхе Рубінетті, 3. Рікардо Грінберг
- 1976 Маніла 1. Еудженіо Торре, 2. Анатолій Карпов, 3. Любомир Любоєвич, 4. Вальтер Браун
- 1979 South Africa 1. Віктор Корчной, 2. Вольфганг Унцікер, 3. Тоні Майлз, 4. Анатолій Лейн
- 1979 Ваддінксвен 1. Анатолій Карпов, 2. Любомир Кавалек, 3. Властіміл Горт, 4. Геннадій Сосонко
- 1980 Пуерто Мадрін 1-2. Тоні Майлз, Любомир Любоєвич, 3. Оскар Панно, 4. Мігель Кінтерос
- 1981 Йоганнесбург 1. Ульф Андерссон, 2-3. Віктор Корчной, Роберт Гюбнер, 4. Джон Нанн
- 1991 Рибинськ 1. Марат Макаров, 2-3. Володимир Крамник, Максим Сорокін, 4. Андрій Харлов
- 1993 Сан Ніколас (Трикутник) 1. Дарсі Ліма, 2. Жилберто Мілош, 3. Даніель Кампора
- 2000 Сан Пауло 1. Рафаель Лейтао, 2. Джованні Вескові, 3. Жаймі Суніє Нето, 4. Жилберто Мілош
- 2008 Рейк'явік 1-2. Лайош Портіш, Властіміл Горт, 3. Фрідрік Олафссон, 4. Пал Бенко
- 2009 Більбао 1. Левон Аронян, 2-3. Олександр Грищук, Сергій Карякін, 4. Олексій Широв
- 2010 Шанхай 1. Олексій Широв, 2-3. Левон Аронян, Володимир Крамник, 4. Ван Хао
- 2010 Більбао 1. Володимир Крамник, 2. Вішванатан Ананд, 3. Магнус Карлсен, 4. Олексій Широв
- 2010 Мехіко 1. Юдіт Полгар, 2. Веселин Топалов, 3. Василь Іванчук, 4. Мануель Леон Ойос